# Monhystera mali
Monhystera mali is een rondwormensoort uit de familie van de Monhysteridae. De wetenschappelijke naam van de soort is voor het eerst geldig gepubliceerd in 1938 door Fuchs.